# Старая Кармала
Старая Кармала (чув. Кивӗ Хурамал) — село в Кошкинском районе Самарской области. Входит в состав сельского поселения Новая Кармала.

## География
Село Старая Кармала расположено на берегу реки Кармала в 154 км от областного центра — города Самары и в 32 км от районного центра села Кошки.
Граничит с поселениями Мельничная Поляна, Новая Кармала, Моховой, Старое Юреево и Юмратка.
В нескольких километрах, в лесу, сходятся границы Самарской, Ульяновской областей и Татарстана.

## Население
| 2010 |
| ---- |
| 442  |

## История
Основано в 1639 году мордвой (эрзя), бежавшей с территории Мордовии, спасаясь от царских притеснений и крещения, и чувашами из Татарии. По ревизским сказкам мордва считалась крепостными княгини Дарьи Арчиловой, позже перешли в разряд государственных и удельных. Чуваши — ясашными (государственными) крестьянами.
Первоначально переселенцы обосновались на правом берегу реки Кармалки. «Земля предков» — это Новокармалинские луга.
Из-за гонений царского правительства они были вынуждены прятаться в диких местах. Селились на трёх больших полянах, среди густых лесов и болот. Беглецы занимались скотоводством, бортничеством, ткачеством и другими промыслами.
Из-за постоянных весенних затоплений талыми водами жители вынуждены были перейти жить на новое место жительства, и стали жить южнее, где теперь и находится Старая Кармала.
Переселенцы построили мост и рядом поставили высокую башню. На вышке постоянно находился часовой, который оповещал жителей о набегах кочевников. При их приближении он звонил в колокол, и работающие в поле люди прибегали спасать своё село.
На 1737 год — 36 изб, 37 клетей, 7 конюшен, 6 бань.
Около 1765 года мордва (эрзяне), чтобы избежать дальнейших сильных паводков, перешли на новое место, выше по реке Кармалке, и основали село Новая Кармала.
Ведомость Симбирского наместничества 1780 года по Самарскому уезду (недоступная ссылка — история). даёт такую информацию:
| Селении составляющие Самарской уезд по правой стороне Волги называемой Луке Самарской                                      | число в них душ ревизских | во скольких селении сіи верстах от Синбирска | во скольких селении сіи верстах от Самары | Число душ ревизских, ис которых они прежних уездов, в уезд сей Самарской вошли |
| --- | ------------------------- | -------------------------------------------- | ----------------------------------------- | ------------------------------------------------------------------------------ |
| Село Богоявленское, Старые и Новые Кармалы тож, крещеной мордвы, крещеных чуваш, Сии два под № 104 и 105 при речке Кармале | 0 249 53                  | 130 0                                        | 148 0                                     | Из Ставропольскова уезда                                                       |

На 1859 год — 80 дворов, 732 человека.

На 1889 год — дворов 183, жителей 1013 человека.

На 1910 год — 198 дворов, 1380 чел., русские и чуваши, бывшие удельные, 2136 дес. надельной земли, церковь, две школы (земская и ц/прих.), ветряная мельница, 2 маслобойки, 1 обдирка.

В 1928 году в Старой Кармале насчитывалось 252 двора и проживало 1300 человек.

К 1947 году в Старую Кармалу провели радио, построен медпункт.

В 1930-х—1950-х годах — центр с/совета

В 1953 году была построена своя электростанция.

На 1955 год — 1028 чел.

На 2000 год — 197 дворов, 560 чел., средняя школа.

На 2009 год — 187 дворов, 485 чел.

### Этимология топонима
Считается, что село получило своё название от реки Кармалы. По поводу происхождения слово «Кармала» существует несколько версий.
1. В переводе с языков тюркских народов слово «карамал» означает «смотреть скот», «тьма скота», «чёрный скот», «бесчисленное множество скота», так как этот район от реки Кармалы до Волги был известен как место хороших пастбищ. Сюда приходили кочевники, в жизни которых захват скота оседлых народов был обычным делом. По этой версии, кочевники и дали название селу Кармала.
2. «Кирмалав» в переводе с эрзянского означает «репейник». Старожилы села рассказывают, что по берегам реки росло много репейника, и от слова «кирмалыв» произошло наименование реки Кармалы, а потом и села.
3. Наиболее обоснованной является точка зрения профессора Цыганкина Д. В.. Он считает, что название Кармала — чувашское, в чувашском языке «карма» означает «ветла», «ива», а суффикс «-ла» — множество однородных предметов.

## Сельское хозяйство
В 1928 году из нескольких семей организована с/х артель «Дружба».

Колхоз «Красные Пески» с центром в деревне Юмратка переименован в колхоз имени Калинина, уже с центральным отделением в селе Старая Кармала.

18 октября 1929 года состоялось общее собрание бедноты, на котором был образован колхоз «Заливной». Урожайность 7—8 ц зерна с гектара.

В 1930 году организован колхоз имени Калинина.

На 1937 год по 6—7 кг хлеба на 1 трудодень.

В 1947 году колхозу передано 5 тракторов и 4 автомашины.

В 1951 году к колхозу присоединились жители посёлка Петровское (бывший колхоз имени XVIII Партсъезда).

В 1954 году укрупнён за счет колхозов: «Заливной» (село Старая Кармала) (4000 га земли).

В 1958 году колхоз возглавил и вывел в передовики Николай Николаевич Туймурзин.

В 1968 году руководителем колхоза стал Григорий Дмитриевич Тулаев. Приобретён агрегат для производства витаминно-травяной муки, ручное доение заменено механическим, пополнился машинно-тракторный парк, правление колхоза переехало в новое двухэтажное здание.

В 1970 году 56 человек из колхоза имени Калинина были награждены медалью «За доблестный труд».

На 1980 год — 3 населённых пункта, 339 дворов, 585 человек, из них 314 трудоспособных, 3591 га сельхозугодий, в том числе 3119 га пашни, 26 га сенокосов, 434 га пастбищ, 28 тракторов, 8 комбайнов, 15 грузовых автомашин. Посевные площади зерновых — 1593 га, урожайность — 16,5 ц/га. Поголовье крупного рогатого скота — 1390 голов, в том числе 490 коров. Валовой надой — 1198 тонн (2445 кг на 1 корову). На 100 коров получено 89 телят, падеж крупного рогатого скота — 127 голов. С 1991 года — ПСК имени Калинина.

22 декабря 1992 года реорганизован в производственно-хозяйственный кооператив имени Калинина.

На 2000 г. — 3103 га сельхозугодий, в том числе 2873 га пашни, 22 трактора, 7 комбайнов, 22 автомобиля. Уборочные площади зерновых — 1083 га, урожайность — 13,3 ц/га. Поголовье крупного рогатого скота — 292 головы, в том числе 180 коров. Валовой надой — 249 тонн (1368 кг на 1 корову). На 100 коров получен 71 телёнок, падёж крупного рогатого скота — 62 головы.

В 2006 году два хозяйства СИНКО «Заливное» и «Кармалинский» объединены в сельхозпредприятие «Кармала».
(ООО СХП «Кармала»).